# Charles Gaspard Guillaume de Vintimille du Luc
Pour les articles homonymes, voir Luc.
Pour les autres membres de la famille, voir Maison de Vintimille.
Charles Gaspard Guillaume de Vintimille du Luc (Le Luc, 15 novembre 1655 -Paris 13 mars 1746), troisième duc de Saint-Cloud, est un évêque français. Il est le fils cadet de François de Vintimille, seigneur du Luc, et d'Anne de Forbin.

## Biographie
Charles Gaspard Guillaume de Vintimille du Luc naît au Luc le 15 novembre 1655. Il est fils de François de Vintimille, maréchal de camp des armées du roi, premier consul d'Aix-en-Provence et viguier de Marseille, seigneur du Luc, et d'Anne de Forbin.
Il est le neveu de Jean de Vintimille, évêque de Toulon, qui le fait chanoine de sa cathédrale; Il est licencié en théologie de la faculté de Paris, prieur de Flassans, de Saint-Pierre et de Sainte-Catherine du Luc, abbé de Saint-Denis de Reims, en 1718 ; de Belleperche, en 1721 et dom d'Aubrac, au diocèse de Rodez, en 1723.
Il est  évêque de Marseille de 1692 à 1708 puis archevêque d'Aix-en-Provence de 1708 à 1729, au temps de la peste qui ravagea Aix et la Provence. Il est nommé archevêque de Paris le 10 mai 1729.
Son épiscopat parisien est marqué par une querelle avec les jansénistes. Il condamne les Nouvelles ecclésiastiques par un mandement de 1732 et multiplie les vexations contre les curés appelants. Il refuse notamment d'ordonner Charles-Michel de L'Épée. Malgré son hostilité officielle aux partisans de Port-Royal des Champs, il n'en confie pas moins la rédaction de son nouveau bréviaire et de son missel à des liturgistes aux sympathies jansénistes manifestes.
Une partie de ses livres, reliés à ses armes, est conservée à la bibliothèque d'étude et du patrimoine de Toulouse (voir catalogue numérisé).
En  1739, un de ses neveux Charles-Emmanuel, comte du Luc, épouse Pauline Félicité de Mailly-Nesle qui est en fait la maîtresse du roi et mourra prématurément en mettant au monde un fils, Charles de Vintimille, fruit possible de son adultère avec qui s'éteindra la Maison de Vintimille du Luc.

### Publication
- Diurnal de Paris : latin-françois (1737)
- Missale parisiense (1738), [lire en ligne]

### Distinction
- chevalier de l'ordre du Saint Esprit (1724)

### Iconographie
Alors qu'il était évêque de Marseille, Charles Gaspard Guillaume de Vintimille se fait portraiturer vers 1699 par Nicolas de Largillierre. Ce portrait de 62 cm par 51 cm, qui a fait l'objet d'une gravure par Honoré Coussin, est vendu le 21 juin 2024 à l'hôtel Drouot par l'étude Joron-Derem.
À l'instar de son frère, Charles-François en 1713, et du fils de ce dernier, Gaspard-Hubert-Magdelon, l'année suivante, c'est en 1731, et contre 3 000 livres, que, devenu archevêque de Paris, il se fait peindre par Hyacinthe Rigaud, arborant la croix de l'ordre du Saint-Esprit, distinction obtenue le 3 juin 1724. La toile, superbe par ses couleurs et sa taille (1,57 m × 1,34 m), est conservée au Memorial Art Galerie of University de Rochester (Inv. 68.1). Elle apparaît dans l'inventaire après décès de l'archevêque, dressé à partir du 24 mars 1746 par le notaire François-Jean Roger, sous le numéro 37. Elle a été gravée par Claude Drevet, en 1736 selon Huslt, en contrepartie, à mi-corps et dans un encadrement de pierre, puis, par Jean Daullé, en buste et en 1737 : « Buste sans mains, pris dans le grand tableau pour une thèse de Louis-Jérôme de Suffren de Saint Tropez. »

## Armoiries
Écartelé : aux 1 et 4, de gueules, à l'aigle bicéphale éployée d'or (Lascaris) ; aux 2 et 3, de gueules, au chef d'or (Vintimille).
On trouve, pour sa famille
- Écartelé, aux 1er et 4e, de gueules au chef d'or, qui est de Vintimille ; aux 2e et 3e, de gueules au lion couronné, d'or, qui est de Marseille[9].

- Écartelé: aux 1 et 4, de gueules, au chef d'or (Vintimille); aux 2 et 3, de gueules, à l'aigle éployée d'or, chaque tête couronnée du même (Lascaris)[10].